# Memorando de Kozak

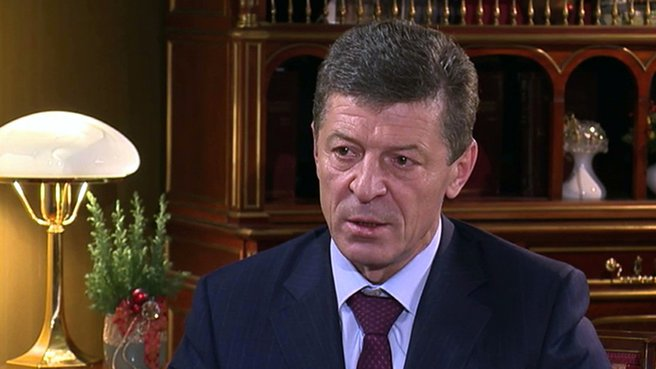
Demétrio Kozak

O Memorando de Kozak (em russo:  Меморандум Козака), oficialmente Projeto de memorando russo sobre os Princípios Básicos da Estrutura Estatal de um Estado unido na Moldávia, foi uma proposta para resolver o conflito da Transnístria através da federalização da Moldávia. O projeto foi desenvolvido em 2003 pelo Primeiro Vice-Chefe da Administração Presidencial da Federação Russa, Demétrio Kozak.

## Termos
De acordo com este plano, a Moldávia tornar-se-ia uma “federação assimétrica”, e a República Moldava Peridniestriana (RMP) e a Gagaúzia receberiam um status especial e a capacidade de bloquear projetos de lei indesejáveis para as autonomias. A Moldávia comprometeu-se a manter a neutralidade e a desmobilizar o exército, bem como a conceder à Rússia o direito de estacionar tropas russas no território da Transnístria por um período de 20 anos como garantia da resolução do conflito. Literalmente no último momento, o presidente da Moldávia, Vladimir Voronin, na noite de 24 para 25 de novembro de 2003, recusou-se a assinar o acordo que ele havia rubricado pessoalmente, dizendo que ele daria vantagens unilaterais a RMP e tinha um objetivo oculto - o reconhecimento da independência da Transnístria. Após o fracasso na assinatura do memorando, as relações entre a Transnístria e a Moldávia deterioraram-se. As negociações foram retomadas apenas em 2005 no âmbito da organização regional GUAM, com base em propostas apresentadas pelo presidente ucraniano, Vitor Yushchenko.

## Intervenção norte-americana e fracasso

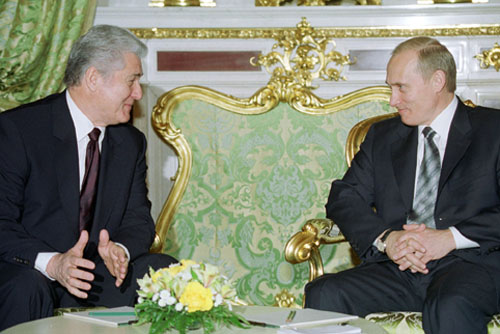
Vladimir Putin e Vladimir Voronin

Segundo Demétrio Kozak, o lado moldavo conhecia muito bem o texto do memorando, concordou com ele e procurou assiná-lo o mais rápido possível, e o motivo do fracasso foi a intervenção direta do embaixador americano, o que Voronin não escondeu em sua conversa com Kozak. O cientista político moldavo Bogdano Tirdea e o transnístrio Valeri Litskaia também insistem na participação do embaixador americano. Segundo o próprio ex-presidente, foram exercidas pressões externas sobre ele.